# Політика приєднань

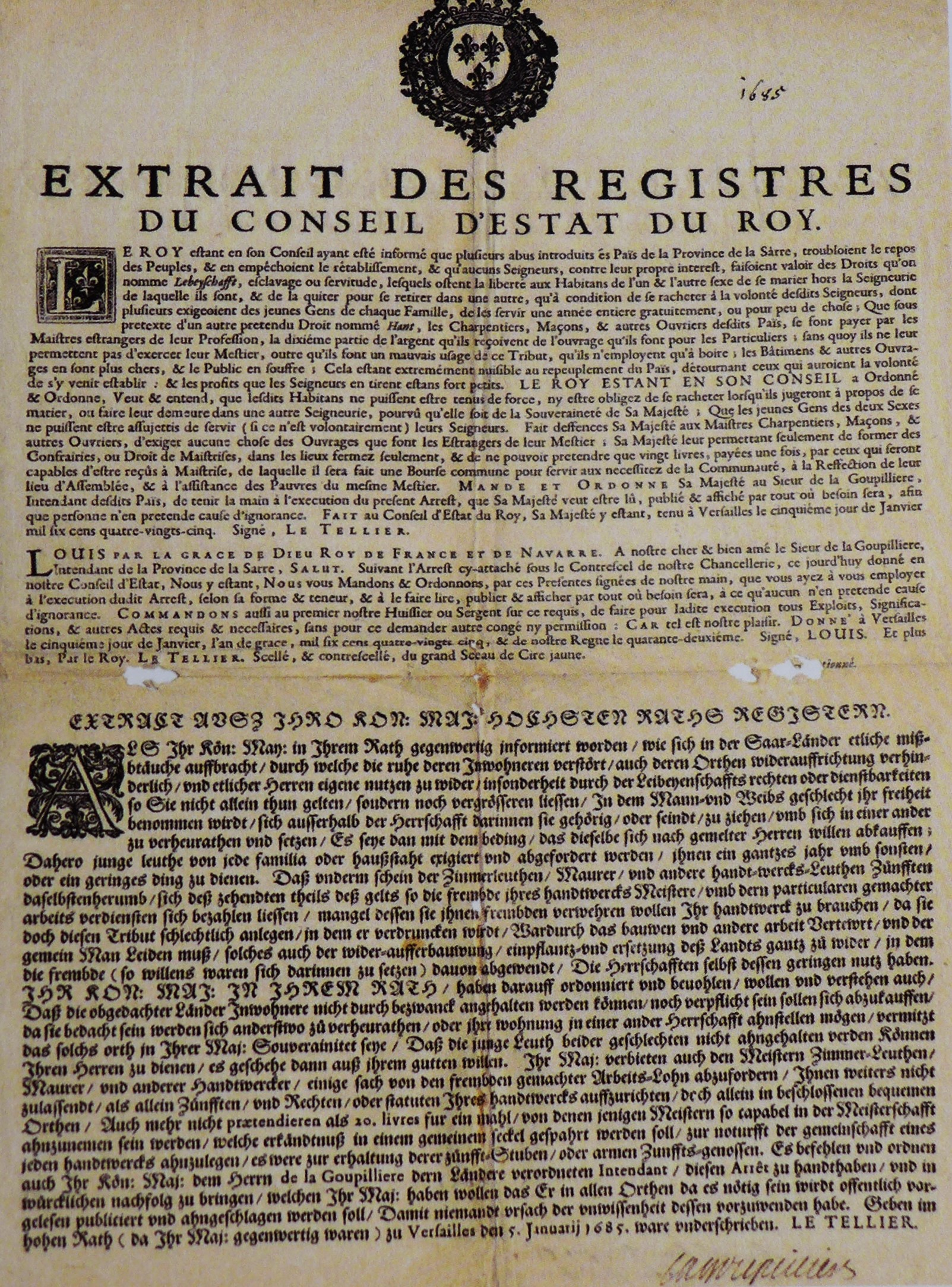
Французький указ про відміну кріпацтва в провінції Саар (1685 р.).

Політика приєднань (фр. politique des Réunions) — масштабна кампанія анексій прикордонних територій, здійснена урядом Людовика XIV в 1679—1681 рр.
Під час політики приєднань Франція вела так звані війни приєднань:
- Деволюційна війна 1667/68 проти Іспанії,
- Франко-голландська війна (1672—1678) проти Нідерландів,
- Французько-іспанська війна (1683—1684)[en], проти Іспанії,
- Війна за Пфальцьку спадщину 1688—1697 рр. проти Аугсбурзької ліги

Після Німвегенського миру Людовик XIV вирішив використати свою військову та політичну перевагу для того, щоб поставити під контроль Франції всі території, які колись перебували під її сюзеренітетом або залежали від нещодавно придбаних міст і земель.
Ця програма анексій, що здійснювалися у мирний час, має назву «політики приєднань».
Під час її Франція збільшувала свої володіння за рахунок земель Священної Римської імперії та її Бургундського округу.
Для надання цим діям видимості законності королівська юрисдикція і магістрати тлумачили на свою користь статті Мюнстерського і Німвегенського договорів, які визнавали за королем Франції сюзеренітет над деякими територіями «і залежними від них землями», без уточнення, про що йдеться
.
Всюди грали на роз'єднаності, безсиллі князів, загальній стомленості від війни. Політика приєднань сама по собі не була ані дивовижною, ані новою. Вона йшла у капетинзькому кільватері, за Рішельє та Мазаріні. Але ніколи вона не заходила так далеко, з такою сумішшю розважливості та нахабства — сумішшю, іноді настільки погано дозованою, що вона ставала вибухонебезпечною — і це характеризує політику Людовика XIV. Франція, яка і без того вселяла страх після Німвегена, негайно проявила себе країною імперіалістів і завойовників, використовуючи кляузи та сумнівні процедури для поширення свого панування.— - Petitfils J.-C. Louis XIV: Chapitre XVII. Les réunions
Витоки програми Людовика XIV дослідники вбачають у подіях 1650—1660-х рр. Так, в 1656 році парламент Меца розпочав архівні розшуки, щоб встановити сеньйорів, чиї володіння залежать від Франції за Вестфальським миром.
У 1663 році представлена доповідь, яка заперечувала узурпації, здійснені «герцогами Лотарингії та Бару та іншими володарями Верденуа у Трьох єпископствах».
Також вказують на масштабну програму будівництва укріплень у стратегічно важливих районах, запропоновану Себастьєном де Вобаном, який мріяв про те, щоб французькі кордони мали «квадратуру близьку до кари» (quadrature du pré carré). Людовику XIV та його державному секретареві закордонних справ Арно де Помпонну ідеї Вобана були дуже доречними.
У 1678 році Помпонн викликав у Гент фахівця з феодального права Дені Годфруа, щоб дослідити скрині, що містили близько 2000 грамот і хартій, частково «зіпсованих і поїдених щурами».
Після того, як де Помпонн потрапив у немилість, його політичну лінію ще енергійніше продовжив новий держсекретар Шарль Кольбер. Своєрідним курйозом є те, що країна, яка впевнено стала на шлях централізації, використовувала нечіткості старовинного феодального права, граючи на багатовіковій плутанині різних залежностей феодів на території Імперії, що відстала в політичному розвитку.
При цьому політика приєднань не означала позбавлення власників їхньої власності. Королівські чиновники пропонували німецьким та нідерландським князям визнати васальну залежність від короля і принести йому присягу та оммаж. Натомість ті отримували інвеституру та зберігали свої доходи. Ті, хто вперся, позбавлялися своїх сеньйорій, що потрапляли під секвестр і приєднувалися до Франції за допомогою драгунських загонів.
У Франш-Конте приєднувальна палата безансонського парламенту у вересні 1679 р. прийняла висновок про королівський сюзеренітет над землями Клермон, Шатле і Бламон, де було понад 80 сіл, залежних від Монбельярського графства, васала герцога Вюртемберзького. У серпні 1680 року графство Монбельяр анексовано Францією, попри протести Вюртемберга.
У Лотарингії прелати Трьох єпископств були зобов'язані скласти присягу й подати повний опис своїх ленних володінь. Першу вимогу єпископи виконали, а від другої ухилилися, заявивши, що за століття, що минуло з початку французької окупації, багато васалів відмовилися підкорятися їхній юрисдикції, а тому відновити їхні права може лише королівська юстиція. Це дало Людовику формальний привід для втручання.
У вересні 1679 р. приєднувальна секція мецького парламенту, що отримала статус королівської палати, розгорнула активну діяльність. Поспіхом чиновники іноді двічі приєднували до королівства одні й ті самі володіння.
Натхненником роботи цієї палати був Ролан Раво, який мав на меті довести, що майже вся герцогська Лотарингія в той чи інший час залежала від Мецького єпископства, отже, від короля Франції. Це розцінено як надмірну старанність, і покровителю юриста міністру Лувуа довелося остудити запал свого протеже.
Проте чиновники досягли значних успіхів, приєднавши до Франції весь юридичний округ Понт-а-Муссон, а також міста та графства Саара. Курфюрст Тріра, у якого відібрали Саарбрюкен, безуспішно скаржився імператору.
Зрештою французи зажадали скласти васальну присягу навіть від дуже могутніх сеньйорів: у курфюрста Пфальцького за графство Фельденц, у короля Іспанії за графство Шині, у близького родича короля Карла XI за Пфальц-Цвайбрюкен, у герцога Лотаринзького за Комерсі, графство Водемон, Епіналь, Бріє, Нефшато, Етен.
Фортеця Фраулаутер, виведене з-під контролю герцога Нассау-Саарбрюкена, стала французькою фортецею Саарлуї, а в Трарбаху, на закруті Мозеля, Вобан спорудив цитадель Мон-Руаяль.
В Ельзасі, що частково перебував під владою Франції за умовами Вестфальського миру, політика приєднань була особливо плідною. У вересні 1679 р. головнокомандувач у цьому регіоні барон де Монклар зажадав від міст Ельзаського декаполя скласти присягу і порвати будь-яку залежність від Імператора та Імперії. Верховна рада Ельзасу, що засідала у Брайзаху, отримала завдання приєднати до Франції всю провінцію.
У березні 1680 королівський суверенітет встановлено майже над усім Нижнім Ельзасом, міста Лаутербург і Гермерсгайм вилучено з-під влади курфюрста Пфальцького під приводом їхньої залежності від превотства Вайсенбург.
22 березня верховна рада оголосила про суверенітет короля і наказала населенню скласти присягу. До серпня закінчили й підпорядкування Верхнього Ельзасу.
Після анексії Ельзасу перед французами в регіоні залишалася одна велика мета — вільне імперське місто Страсбург, анексія якого, проведена в 1681, мала насильницький характер і тому виходить за рамки політики мирних приєднань.
Французькі анексії не викликали організованої протидії. Рейхстаг, що зібрався в Регенсбурзі в липні 1680 року, опротестував дії Людовика, але король у відповідь повідомив через свого посла, що лише бере те, що йому належить за умовами Мюнстерського та Німвегенського трактатів. Імперський сейм ухвалив зібрати для відсічі повзучої агресії 40-тисячну армію, але французькій дипломатії вдалося не допустити створення ворожої коаліції. За повідомленнями французького посланця з Регенсбурга, імперці перебували у «розпачі» та «люті».
Політика приєднань загострила відносини з Іспанією, війська якої відмовлялися залишити графство Шині. Людовик XIV ввів кавалерійські корпуси в сусідні райони Фландрії та Ено, а також у герцогство Люксембурзьке, і розпочав блокаду його столиці.
Іспанцям довелося поступитися, і навесні 1681 року французи анексували Шині. Невдовзі з'ясувалося, що графство має права на землі Люксембурга, крім однойменного міста.
Проблема обговорювалася на французько-іспанській конференції в Куртре, що проходила в умовах інтенсивних військових приготувань Франції.
У лютому — березні 1682 року загроза нової війни була реальною, але 23 березня Людовик погодився зняти блокаду Люксембурга, відкликати з герцогства війська Вобана і прийняти англійське посередництво. До цього часу турки досягли серйозних успіхів у габсбурзькій Угорщині, велика австро-турецька війна була неминуча, а король Франції, таємно підтримував бунтівників-куруців, все ж не хотів відкрито користуватися труднощами імператора і псувати собі репутацію «християнського» монарха.
Проте з іспанцями домовитися не вдалося, і після серії озброєних інцидентів у жовтні 1683 року почалася чергова Французько-іспанська війна, перемога в якій на якийсь час закріпила за Францією анексовані території.
У 1697 році Рейсвейкський мир скасував більшість анексій; курфюрство Пфальц, Люксембург, Лотарингія, графство Мемпельгард і території в Пфальці та Саарі були повернуті своїм правителям і залишилися частиною Священної Римської імперії. Проте імперії довелося визнати анексію Францією Ельзасу та Страсбурга.